# 国鉄タム8700形貨車
国鉄タム8700形貨車（こくてつタム8700がたかしゃ）は、かつて日本国有鉄道（国鉄）及び1987年（昭和62年）4月の国鉄分割民営化後は日本貨物鉄道（JR貨物）に在籍した私有貨車（タンク車）である。
本形式と同一の専用種別であるタム9500形についても本項目で解説する。

## タム8700形
タム8700形は、塩化パラフィン専用の15 t積二軸貨車である。1965年（昭和40年）2月24日に2両、1968年（昭和43年）4月24日に1両の合計2ロット3両（タム8700 - タム8702）が三菱重工業および日立製作所で新製された。
本形式の他に塩化パラフィンを専用種別とする形式は、タム9500形（3両、後述）があるのみである。
走り装置は、当初から二段リンク式で、最高速度は75 km/hである。台枠は、長さ7,400 mmの平台枠である。
落成時の所有者は全車東洋曹達工業であり、常備駅は周防富田駅（その後1980年（昭和55年）10月1日新南陽駅に改名）であった。その後タム8700とタム8702は東北東ソー化学に名義変更され常備駅は酒田港駅になった。
1979年（昭和54年）10月より化成品分類番号が制定されたが、本形式の専用種別である塩化パラフィンは無害・不燃性の物質であるため、化成品分類番号は標記されなかった。
1987年（昭和62年）4月の国鉄分割民営化時には全車がJR貨物に継承されたが、1995年（平成7年）1月に1両（タム8701）が、2005年（平成17年）7月に残りの2両が廃車となり、形式消滅した。
最後まで在籍したタム8700, タム8702の末期は酒田港駅構内に留置され休車状態が続いていた。
タンク体は、積荷の純度保持のためステンレス鋼（SUS304）製で、ドーム付きのキセ（外板）付き直胴タイプである。外周には保温のため、厚さ150 mmのグラスウール断熱材が巻かれ、薄鋼板製のキセが装備されている。
タンク体の長さは6,190 mm、内径は1,700 mmである。荷役方式は、積込はマンホールから行う上入れ式、荷卸しは吐出管による下出し式である。塗色は、黒。
全長は8,200 mm、全幅は2,468 mm、全高は3,757 mm、軸距は4,550 mm、実容積は13.3 m3、自重は10.7 t、換算両数は積車2.6、空車1.0、車軸は12 t長軸であった。

## タム9500形
ヨンサントオ（1968年（昭和43年）10月1日ダイヤ改正）により私有二軸貨車の新規製作が禁止されたため、タム8700形の増備も不可能となった。そこで生まれたのがタム9500形である。1971年（昭和46年）3月3日から1974年（昭和49年）3月18日にかけて3ロット3両が製作された。
所有者は全車東洋曹達工業であり、常備駅は周防富田駅（その後1980年（昭和55年）10月1日新南陽駅に改名）であった。
全長は10,000 mm、全幅は2,420 mm、全高は3,510 mm、台車中心間距離は5,900 mm、実容積は13.2 m3、自重は14.5 t、換算両数は積車3.0、空車1.4である。台車はベッテンドルフ式のTR41D-8であった。
1987年（昭和62年）4月の国鉄分割民営化時には2両（タム9501 - タム9502）がJR貨物に継承されたが、1995年（平成7年）1月に廃車となり同時に形式消滅となった。